# Tipula (Lindnerina) subserta
Tipula (Lindnerina) subserta is een tweevleugelige uit de familie langpootmuggen (Tipulidae). De soort komt voor in het Nearctisch gebied.